# Gregorio Agós
Gregorio Agós, né le 8 juin 1913 et décédé le 8 septembre 2001, est un ancien joueur de basket-ball uruguayen.